# Echinaster graminicola
Echinaster graminicola is een zeester uit de familie Echinasteridae.
De wetenschappelijke naam van de soort werd in 1984 gepubliceerd door David B. Campbell en Richard L. Turner.
Deze kleine vijfarmige zeesterrensoort werd ontdekt aan de westkust van Florida in ondiep water tussen zeegras en in oesterbedden.